# Amalgam 2
Amalgam 2 è il secondo romanzo a fumetti scritto e disegnato dalla fumettista libanese Maya Zankoul. Pubblicato a Beirut nel 2010 in Creative Commons, l'opera è un ironico diario quotidiano a fumetti sul Libano contemporaneo.